# Новозеландский легион
Новозеландский легион (англ. New Zealand Legion) — политическая организация из Новой Зеландии времён Великой депрессии. Идеология была смесью национализма, индивидуализма и социального консерватизма. Иногда считается фашистской (или криптофашистской) организацией, но сам легион никогда не определял свои идеи как фашистские.

## История
Новозеландский легион был преемником Национального движения Новой Зеландии, которое было основано группой людей, недовольных правительственной коалицией Объединенных реформ, но движение распалось после 1930 года. Членом организации был Джон Ормонд, бывший независимый депутат, находившийся под влиянием Альберта Дэви (хотя сам Дэви не присоединялся к легиону).
Легион обвинял правительство в «социалистической» политике по борьбе с депрессией, в попытке успокоить левых, а не противостоять им. Новозеландский легион позиционировал себя как альтернативное решение депрессии, выиграв на поддержке консерваторов, которые считали, что действия, предлагаемые легионом, были необходимы, но левые их отвергали.
Легион достиг своего пика в конце 1933 года, когда в нём состояло около 20000 членов. Больше всего организацию поддерживали в мелких провинциальных городах, особенно в области Хокс-Бей. 
Легион не имел чёткой программы. В конце 1934 года легион распался.

## Идеология
Новозеландский легион использовал в своей предвыборной агитации ряд идей: национализм — расширение самостоятельности и национального единства, индивидуализм — суровая критика «государственного патернализма». Также легион признавал право людей на свободу (и, при необходимости, бороться за них) и считал, что государство не должно вмешиваться в частную жизнь граждан. Существовали также призывы к большей общественной морали и самопожертвованию «во имя страны». Хотя легион и занимался политикой, он не видел себя в качестве политической партии.
Левые обвиняли легион в фашизме, но это довольно спорно. В частности, индивидуализм легиона противоречит идеям фашизма. После смерти Кэмпбелла Бегга, лидера, члены легиона заинтересовались нацизмом, но вскоре нашли его философию «абсурдной».